# Will Keen
William Walter Maurice Keen (sinh ngày 4 tháng 3 năm 1970) là một diễn viên người Anh. Ông đã làm việc trong lĩnh vực sân khấu và truyền hình ở cả Anh và Tây Ban Nha. Ông là một ủy viên ban quản trị của James Menzies Kitchen Award, một Giải thưởng dành cho các đạo diễn trẻ tuổi trong bộ phim về đạo diễn mà Keen cộng tác sớm trong sự nghiệp của mình.

## Cuộc sống cá nhân
Keen sinh ra ở Oxford, Oxfordshire, con trai của Charles William Lyle Keen và Lady Priscilla Mary Rose Curzon, con gái của Edward Curzon, 6th Earl Howe. Ông học tại trường cao đẳng Eton và có bằng cử nhân về văn chương Anh tại Đại học Oxford. Ông kết hôn với nữ diễn viên Tây Ban Nha, đạo diễn sân khấu và nhà văn Maria Fernandez Ache và có một người con gái, Dafne Keen, cũng là một nữ diễn viên.

## Sự nghiệp
Một số tác phẩm đáng chú ý của ông bao gồm: Ghosts, Waste, Tom and Viv, Five Gold Rings (Almeida Theatre), 'Huis Clos' (Trafalgar Studios), 'Macbeth', 'The Changeling' (Cheek By Jowl, Barbican and international tours), The Arsonists (Royal Court Theatre), Kiss of the Spider Woman (Donmar Warehouse), The Rubenstein Kiss (Hampstead Theatre), Hysteria, Don Juan, Man and Superman (Theatre Royal, Bath), Pericles, The Prince of Homburg (Lyric Hammersmith), The Duchess of Malfi, The Coast of Utopia, Mary Stuart, Hove (National Theatre), ' The Two Noble Kinsmen, The Tempest, Dido Queen of Carthage (Shakespeare's Globe), The Seagull, Present Laughter, The Tempest (West Yorkshire Playhouse), and Quartermaine's Terms, A Midsummer Night's Dream, Elton John's Glasses (West End).
Một số chương trình TV của ông: Wolf Hall, The Musketeers, Silk, Sherlock, The Impressionists, Wired, Casualty 1907, Elizabeth, New Tricks, (Titanic) , Foyle's War and The Colour of Magic. His film credits include Nine Lives of Tomas Katz and Love and Other Disasters. Năm 2016, ông tham gia diễn xuất trong vai Michael Adeane trên Netflix series The Crown.
Tại Tây Ban Nha, ông đã biểu diễn bằng tiếng Tây Ban Nha, 'Traición' ('Betrayal') và 'Cuento de Invierno' ('The Winter's Tale'), đạo diễn 'Hamlet' và 'Romeo y Julieta'. Trong lĩnh vực âm nhạc, ông đã thu âm "Seven Scenes from Hamlet" của nhà soạn nhạc Tây Ban Nha Benet Casablancas, phối hợp với Orquesta de la Comunidad de Madrid, do José Ramón Encinar (Stradivarius, 2010).